# Abell 1835
Abell 1835 är en galaxhop i stjärnbilden Jungfrun. Galaxhopen är också en gravitationslins så att mer avlägsna galaxer kan bli synliga. 
År 2004 användes en av galaxerna som en lins för en av de mest avlägsna kända galaxerna, Abell 1835 IR1916.